# Grzegorz Rosinski

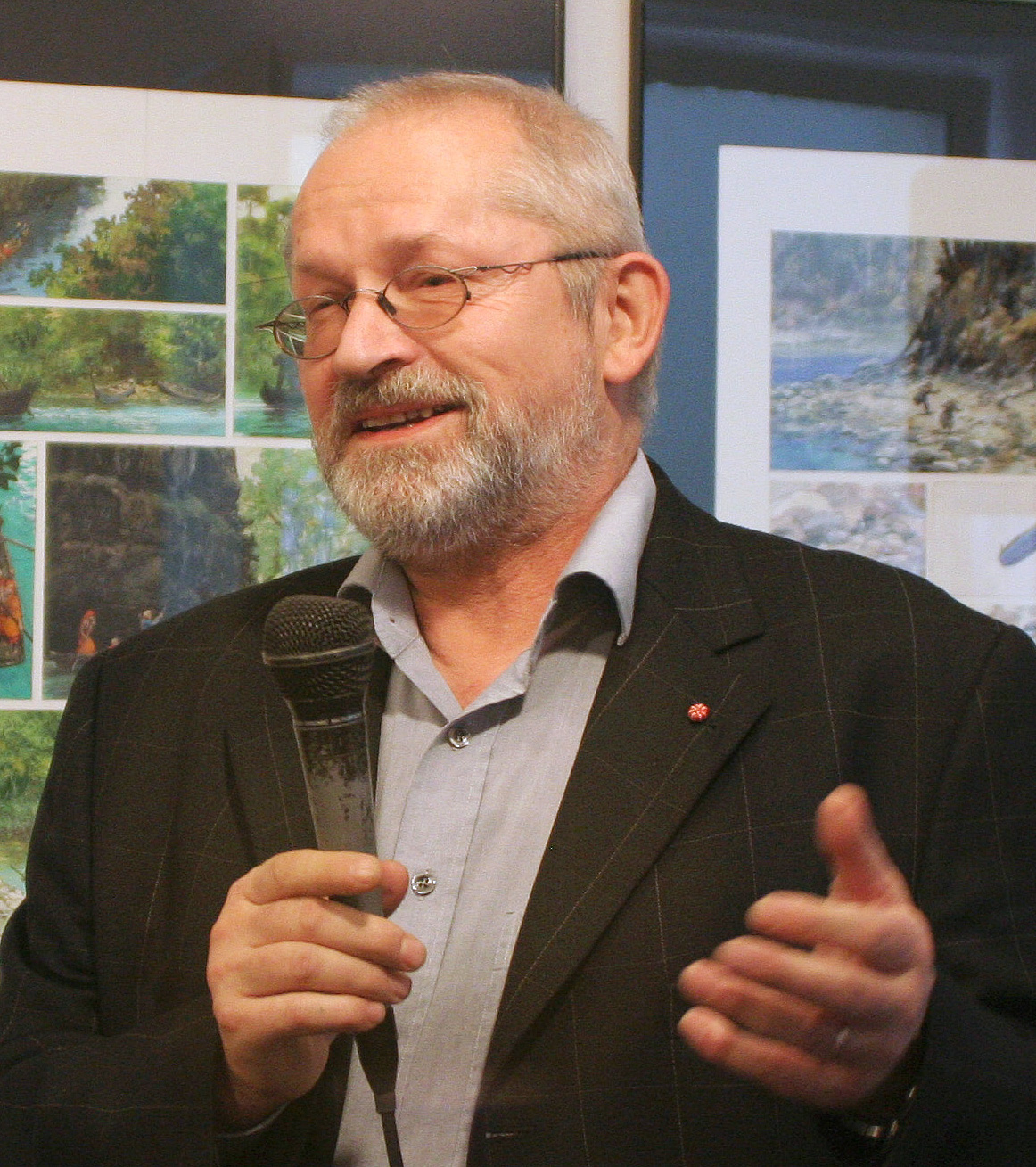

Grzegorz Rosinski (3 de agosto de 1941) es un dibujante de cómics polaco conocido principalmente por la serie Thorgal.

## Biografía
Grzegorz Rosinski nació en Stalowa Wola, Polonia en 1941. En 1967 se graduó en el Liceo de Bellas Artes de Varsovia y luego se unió a la Academia de Bellas Artes de Varsovia. Hasta finales de 1970, fue ilustrador de numerosas publicaciones para diversas editoriales y autores polacos. También fue dibujante para algunos de los autores polacos más populares de cómics de la época, incluida la Historia ilustrada de Polonia, el "Capitán Żbik" y el "piloto śmigłowca". Inicialmente sus historietas se publicaron en periódicos y revistas (entre ellos Sztandar Młodych) pero con el tiempo sus obras empiezan a publicarse por separado. También es el creador y el primer editor de la revista Relax, la primera revista de cómics dedicada exclusivamente al cómic polaco.
En 1976 recibió una beca en Bélgica, donde se reunió con Jean Van Hamme, que escribió para él la serie Thorgal, una de las más populares series de cómic europeo. Desde 1980, han sido publicados 31 álbumes. El cómic ha aparecido en la revista Tintín. Rosinski también ha realizado algunas historietas para la revista Spirou, bajo el seudónimo de "Rosek". Aunque regresó a Polonia, en las décadas siguientes continuó colaborando con autores franceses y belgas. En 1980 comenzó otra exitosa serie de libros de historietas llamada Hans, esta vez con André-Paul Duchâteau. En 1992 Rosinski es sustituido por Zbigniew Kasprzak (Kas), como dibujante de la serie.
Después de la imposición de la Ley Marcial en Polonia en 1981, Rosinski se trasladó a Bélgica. Al principio, vivió con Jean Van Hamme, mientras que su esposa y sus tres hijos se quedaron en Varsovia. Unos años más tarde obtuvo la nacionalidad belga. Se convirtió en uno de los dibujantes de cómic más populares de Europa occidental. Entre sus últimas trabajos están la serie "Chninkel" (con Van Hamme) que comenzó en 1987 y una serie de 1992 titulada "La balada de las landas perdidas" (con Jean Dufaux). En 2001, el dúo Rosinski-Van Hamme publicó otro libro titulado "Western" en la que Rosinski cambió su estilo considerablemente. A partir de 2004 publicó la serie "la venganza del Conde Skarbek" con Yves Sente.
Actualmente, Grzegorz Rosinski vive en Suiza, ha recibido numerosos premios por su obra, y ha realizado otros trabajos gráficos aparte del cómic, incluyendo la elaboración de una serie de sellos para los correos belgas.

## Premios y distinciones
- 1990 Nominado al Premio Haxtur como "Mejor Historia Larga" por Thorgal en el Salón Internacional del Cómic del Principado de Asturias - España
- 1991 Premio Haxtur como "Mejor Dibujo" por La Loba
- 1991 Nominado al Premio Haxtur como "Mejor Historia Larga" por La Loba
- 1991 Premio Haxtur como "Finalista Más Botado por el Público" por La Loba
- 1994 Nominado al Premio Haxtur como "Mejor Portada" por La fortaleza invisible
- 2006 Nominado al Premio Haxtur como "Mejor Hiostorieta Larga" por ·La venganza del conde Skarbek" en el Salón Internacional del Cómic del Principado de Asturias España
- 2006 Nominado al Premio Haxtur como "Mejor Dibujo" por ·La venganza del conde Skarbek" en el Salón Internacional del Cómic del Principado de Asturias España

## Obra

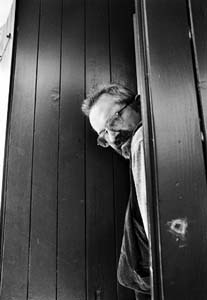
1997

- Thorgal 1980-hasta la actualidad (con Jean Van Hamme e Yves Sente), 31 álbumes, Norma editorial
- Hans 1983-1996 (con André-Paul Duchâteau), 5 álbumes solo, 3 álbumes con Kas, Le Lombard
- The fantastic boottrip 1987-1988 (con J-C Smit Le Bénédicte), 2 álbumes, Le Lombard
- El gran poder del Chninkel 1988 (con Jean Van Hamme), 1 álbum, Casterman
- La balada de las landas perdidas 1993-1998 (con Jean Dufaux), 4 álbumes, Dargaud
- Western 2001 (con Jean Van Hamme), 1 álbum, Le Lombard
- La venganza del conde Skarbek 2004-2005 (con Yves Sente), 2 álbumes, Dargaud